# Ефтим Анчев
Ефтим Анчев (на македонска литературна норма: Ефтим Анчев) е политик от Северна Македония.

## Биография
Роден е на 23 март 1945 година. През 1968 година завършва земеделска ентомология в Земеделско-горския факултет в Нови Сад. Между 1968 и 1970 работи като агроном в Земеделския институт в Скопие. По-късно става асистент в Земеделския факултет на Скопския университет. През 1990 година става редовен професор по ентомология. Между 1992 и 1994 е министър на земеделието в Република Македония.